# Gloeocercospora sorghi
Gloeocercospora sorghi är en svampart som beskrevs av D.C. Bain & Edgerton ex Deighton 1971. Gloeocercospora sorghi ingår i släktet Gloeocercospora, ordningen kolkärnsvampar, klassen Sordariomycetes, divisionen sporsäcksvampar och riket svampar.   Inga underarter finns listade i Catalogue of Life.